# Station Zonhoven
Station Zonhoven is een spoorweghalte langs spoorlijn 15 in de gemeente Zonhoven.

## Eerste station
Bij de aanleg van spoorlijn 15 in 1866 werd in Zonhoven een station geopend. Het station was in de eerste helft van de 20e eeuw ook een belangrijk goederenstation toen het bedrijf Foraky, zich in 1906 aan het station kwam vestigen. De treinen met het materiaal voor de fabriek, gespecialiseerd in grondboringen, reden rechtstreeks de fabriek binnen.
Vanaf 1931 werd het station een spoorweghalte en in 1957 werd de stopplaats gesloten voor het reizigersverkeer.
Het stationsgebouw werd afgebroken in de jaren 1960, de perrons in het begin van de jaren 1970.

## Tweede station
Na een positieve haalbaarheidsstudie in 2009 uitgevoerd door de NMBS waaruit bleek dat er voldoende reizigerspotentieel is om een nieuwe stopplaats te openen aan de Halveweg, is zo'n 500 meter noordwaarts van het voormalige station een nieuwe spoorweghalte aangelegd. Op 9 december 2012 werd de nieuwe spoorweghalte in gebruik genomen. Vanaf die dag stopt er na 55 jaar weer een trein in Zonhoven.

## Treindienst

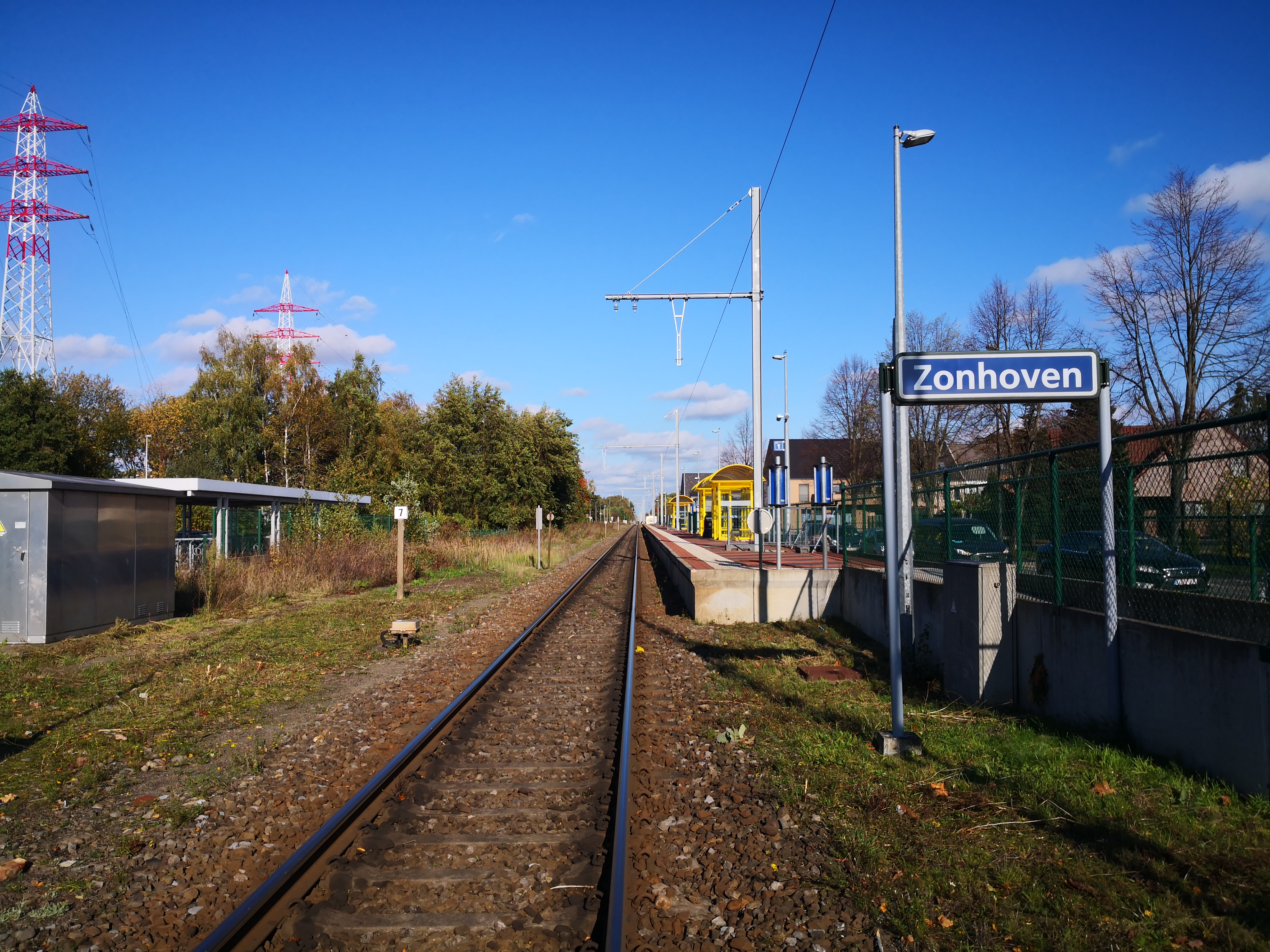

Sinds 13 juni 2021
| Treintype | Verbinding    | Dienstregeling                                             |
| --------- | ------------- | ---------------------------------------------------------- |
| L         | Hasselt - Mol | Maandag tot zaterdag: 1x/u Zon- en feestdagen: 1x/om de 2u |

## Reizigerstellingen
De grafiek en tabel geven het gemiddeld aantal instappende reizigers weer op een week-, zater- en zondag.
| Tabel: aantal instappende reizigers station Zonhoven | Tabel: aantal instappende reizigers station Zonhoven | Tabel: aantal instappende reizigers station Zonhoven | Tabel: aantal instappende reizigers station Zonhoven |
|                                                      | Weekdag                                              | Zaterdag                                             | Zondag                                               |
| ---------------------------------------------------- | ---------------------------------------------------- | ---------------------------------------------------- | ---------------------------------------------------- |
| 2013                                                 | 59                                                   | 21                                                   | 21                                                   |
| 2014                                                 | 72                                                   | 13                                                   | 50                                                   |
| 2015                                                 | 55                                                   | 18                                                   | 24                                                   |
| 2016                                                 | 70                                                   | 18                                                   | 18                                                   |
| 2017                                                 | 99                                                   | 26                                                   | 29                                                   |
| 2018                                                 | 61                                                   | 37                                                   | 31                                                   |
| 2019                                                 | 67                                                   | 29                                                   | 19                                                   |
| 2020                                                 | 41                                                   | 18                                                   | 19                                                   |
| 2021                                                 | -                                                    | -                                                    | -                                                    |
| 2022                                                 | 68                                                   | 10                                                   | 7                                                    |
| 2023                                                 | 78                                                   | 63                                                   | 37                                                   |
| 2024                                                 | 60                                                   | 14                                                   | 37                                                   |

1,3: Krijgsbaan ·
2,8: Liersebaan ·
3,9: Boechout ·
4,9: Vos ·
6,4: Boshoek ·
9,3: Lier ·
11,1: Lisp ·
12,8: Kessel ·
16,3: Nijlen ·
21,9: Bouwel ·
24,1: Wolfstee ·
26,4: Herentals-Kanaal ·
28,0: Herentals ·
34,0: Olen ·
37,1: Larum ·
40,1: Geel ·
46,5: Millegem ·
49,3: Mol ·
54,0: Balen ·
Ingene-Immer ·
62,8: Leopoldsburg ·
Beverlo ·
68,0: Beringen-Mijn ·
71,2: Beringen ·
74,6: Heusden ·
78,0: Zolder ·
80,2: Houthalen ·
83,3: Kolveren ·
84,9: Zonhoven ·
86,6: Zonhoven-Badplaats